# Алжирски споразумения (1981)
Алжирските споразумения са подписани на 19 януари 1981 година между САЩ и Иран при посредничеството на правителството на Алжир.
Споразуменията разрешават кризата с американските заложници, взети на 4 ноември 1979 година при нападението на посолството на САЩ в Техеран от въоръжени ирански студенти. В резултат от споразумението всички 52 американски заложници са освободени.
Сред основните точки на споразумението са следните договорки:
- САЩ няма да се намесват във вътрешните работи на Иран;
- САЩ ще размразят банковите сметки на Иран и ще снемат търговските санкции;
- 2-те страни се договарят да създадат арбитражен съд за разрешаване на конфликти;
- Иран са задължава да изплати външния си дълг към САЩ.

Ролята на медиатор изпълнява алжирският външен министър Мохамед Беняхия. Главен преговарящ от американска страна е заместник държавният секретар на САЩ Уорън Кристофър.